# Paul A. Samuelson
Paul Anthony Samuelson (n. 15 mai 1915, Gary, Indiana, SUA – d. 13 decembrie 2009, Belmont⁠(d), Massachusetts, SUA) a fost un economist american cunoscut pentru munca sa în multe domenii ale economiei. El a fost medaliat cu Medalia John Bates Clark în 1947 și a primit Premiul Nobel pentru Economie în 1970.